# Raión de Zviáhel
Raión de Zviáhel (en ucraniano: Зв'ягельський район) es un raión o distrito de Ucrania en la óblast de Zhitómir. La capital es la ciudad de Zviáhel.
Comprende una superficie de 5256,6 km².
Hasta 2022, tanto el raión como su capital eran conocidos con el topónimo "Novohrad-Volinski". Su territorio fue definido en 2020 mediante la fusión del propio raión de Novohrad-Volinski con la propia ciudad de Novohrad-Volinski (que hasta entonces no formaba parte del raión al estar constituida como ciudad de importancia regional) y los vecinos raiones de Baránivka y Yemílchyne.

## Demografía
En 2022, tras la definición de los límites actuales, el raión tenía una población de 164 777 habitantes.

## Subdivisiones
Tras la reforma territorial de 2020, el raión incluye 12 municipios: las ciudades de Zviáhel (la capital) y Baránivka, los sélyshcha de Horodnytsia, Dovbysh y Yemílchyne y los municipios rurales de Barashí, Brónyky (con sede en Románivka), Dubrivka, Pishchiv, Strýyeva, Chyzhivka y Yarun.

## Otros datos
El código KATOTTG es UA18080000000016657. El prefijo telefónico es +380-4141